# Championnat du Bhoutan de football 2013
Navigation
Saison précédente Saison suivante
La saison 2013 du Championnat du Bhoutan de football est la deuxième édition du championnat national de première division au Bhoutan. Après une phase de qualification régionale, les six meilleure équipes du pays, dont trois issues du district de la capitale, Thimphou, s'affrontent à deux reprises. 
C'est le Ugyen Academy FC qui remporte la compétition, après avoir terminé en tête du classement final, avec un seul point d'avance sur le tenant du titre, Yeedzin Football Club et trois sur Thimphu City FC. C'est le tout premier titre de champion du Bhoutan de l'histoire du club.

## Les clubs participants
- District de Thimphou : 
  - Yeedzin Football Club
  - Drul Pol FC
  - Thimphu City FC
  - Dzongree Football Club
- District de Punakha :
  - Ugyen Academy FC
- District de Chukha :
  - Phuentsholing FC

## Compétition

### A-Division
| Rang | Équipe                        | Pts | J | G | N | P | Bp | Bc | Diff |
| ---- | ----------------------------- | --- | - | - | - | - | -- | -- | ---- |
| 1    | Yeedzin Football Club         | 22  | 8 | 7 | 1 | 0 | 27 | 6  | +21  |
| 2    | Thimphu City FC               | 16  | 8 | 5 | 1 | 2 | 14 | 6  | +8   |
| 3    | Dzongree FC                   | 10  | 8 | 3 | 1 | 4 | 15 | 17 | -2   |
| 4    | Druk United Football Club     | 6   | 8 | 2 | 0 | 6 | 11 | 26 | -15  |
| 5    | Druk Star Football Club       | 4   | 8 | 1 | 1 | 6 | 9  | 21 | -12  |
| 6    | Drul Pol FC qualifié d'office |     |   |   |   |   |    |    |      |

|  | Participation à la Super League 2013             |
|  | Participation au barrage de promotion-relégation |

### Super League
Le classement est établi sur le barème de points classique (victoire à 3 points, match nul à 1, défaite à 0).
| Rang | Équipe                 | Pts | J  | G | N | P | Bp | Bc | Diff |  | Résultats (▼ dom., ► ext.) | Ugy | Yee  | TCi | DPo | Dzo | Phu  |
| ---- | ---------------------- | --- | -- | - | - | - | -- | -- | ---- |  | -------------------------- | --- | ---- | --- | --- | --- | ---- |
| 1    | Ugyen Academy FC       | 21  | 10 | 6 | 3 | 1 | 32 | 16 | +16  |  | Ugyen Academy FC           |     | 3-3  | 5-3 | 1-1 | 3-0 | 4-2  |
| 2    | Yeedzin Football ClubT | 20  | 10 | 5 | 5 | 0 | 30 | 15 | +15  |  | Yeedzin Football ClubT     | 1-1 |      | 2-2 | 2-1 | 4-3 | 0-0  |
| 3    | Thimphu City FC        | 18  | 10 | 5 | 3 | 2 | 29 | 20 | +9   |  | Thimphu City FC            | 4-2 | 1-4  |     | 1-1 | 3-0 | 5-2  |
| 4    | Drul Pol FC            | 11  | 10 | 2 | 5 | 3 | 26 | 18 | +8   |  | Drul Pol FC                | 0-5 | 1-1  | 3-3 |     | 3-2 | 15-1 |
| 5    | Dzongree FC            | 7   | 10 | 2 | 1 | 7 | 18 | 31 | -13  |  | Dzongree FC                | 1-5 | 2-3  | 0-5 | 1-1 |     | 7-3  |
| 6    | Phuentsholing FC       | 4   | 10 | 1 | 1 | 8 | 13 | 48 | -35  |  | Phuentsholing FC           | 1-3 | 1-10 | 1-2 | 1-0 | 1-2 |      |

|  | Qualification pour la Coupe du président de l'AFC 2014 |
|  | T : Tenant du titre                                    |

## Bilan de la saison
| Championnat du Bhoutan de football 2013 |                              |
| Champion                                | Ugyen Academy FC (1er titre) |
| Qualifications continentales            |                              |
| Coupe du président de l'AFC 2014        | Ugyen Academy FC             |
| Promotions et relégations               |                              |
| Promus en Super League                  | Aucun                        |
| Relégués                                | Aucun                        |